# Partito Socialista degli Operai dell'Iran
Il Partito Socialista degli Operai dell'Iran (in persiano حزب کارگران سوسیالیست ایران‎, Hezb-e Kārgarān Susyālist Irān, HKS) è stato un partito politico comunista di tendenza troskista. L'HKS fu costituito durante il congresso di unificazione degli iraniani trotskisti nel febbraio del 1979 a Teheran.

## Storia. 1979-1983
I fondatori del partito erano studenti iraniani all'estero nel corso degli anni settanta (principalmente in Europa e negli Stati Uniti), politicamente attivi contro il regime dello Shah Reza Pahlavi. In opposizione allo stalinismo, al maoismo e alle tendenze "guerrigliere" di tipo castrista, erano trotzkisti e avevano stabilito un legame diretto con la Quarta Internazionale - Segretariato unificato (QI-SU).
Politicamente avevano basato la loro attività riferendosi al programma di transizione di Lev Trockij e dei primi quattro congressi dell'Internazionale Comunista. A Londra, nel corso del 1970, essi produssero un giornale chiamato Kand-o Kav (Analisi).
Così, durante la rivoluzione iraniana del 1979, esso fu il punto di riferimento dei trotskisti iraniani e, nel suo Congresso, riuscì a riunire in particolare i sostenitori del QI-SU e quelli del Partito Socialista degli Operai (Stati Uniti) (SWP). A seguito di ciò, nel febbraio del 1979, nacque il Partito Socialista degli Operai dell'Iran.
L'orientamento dell'HKS mirava a costituire un'organizzazione di lavoratori in Iran. Pochi mesi dopo la sua nascita, una sua parte si distaccò, nell'illusione di poter collaborare col nuovo regime clericale khomeinista. Questa frazione proseguì nella sua azione di fiancheggiamento del regime al potere sotto il nome di Partito dei Lavoratori Rivoluzionari (Hezb-e Kārgarān Enghelābi - EHE) fino a quando esso non fu liquidato pochi anni dopo dagli Ayatollah.
Durante gli anni 1979-1983, l'HKS dette alla luce giornali settimanali: Kargar (Lavoratori), Kargar-e susyalist (Lavoratori socialisti), Che Bayad Kard (Che fare?), Naẓm-e Kārgar (Ordine dei lavoratori). Una casa editrice, la Tali-e (Avanguardia), tradusse in persiano dieci opere della letteratura marxista classica.
Nel 1983, a seguito della brutale repressione del regime contro la sinistra, alcuni membri superstiti dell'HKS ha dovuto lasciare il paese e andare in esilio all'estero. A Parigi essi proseguirono la loro attività e dettero alle stampe un nuovo organo teorico e politico chiamato Susyalism va Enghelāb (Socialismo e Rivoluzione), che uscì fino al 1989.